# Jüdische Gemeinde Neckarsteinach
Eine jüdische Gemeinde in Neckarsteinach ist seit dem 15. Jahrhundert belegt. Die Gemeinde errichtete um 1806 eine eigene Synagoge, die 1886 erneuert wurde. Während die Gemeinde im Zuge der Judenverfolgung zur Zeit des Nationalsozialismus erlosch, ist das Synagogengebäude bis heute erhalten.

## Geschichte
Eine jüdische Gemeinde ist in Neckarsteinach seit 1429 belegt. Durch Neckarsteinachs handelsgünstige Lage am Neckar und durch die bis zu fünf Jahrmärkte in der Stadt entwickelte die jüdische Gemeinde einen regen Handelsverkehr, wobei jedoch über Wohlstand oder Armut der Gemeinde zu unterschiedlichen Zeiten unterschiedliche Aussagen getroffen werden. Um 1750 hatte die Gemeinde eine Größe von rund 40 Personen. Die übrige Bevölkerung stand in wechselndem Verhältnis zu den Juden. Aufgrund von „Wucher und überlegener kaufmännischer Geschicklichkeit“ der Juden beantragte eine Bürgereingabe an die Stadtverwaltung von 1801, die Zahl der im Ort lebenden Juden zu reduzieren. 1803 gab es neun jüdische Familien mit insgesamt 50 bis 60 Personen und die politische Gemeinde behinderte den Zuzug weiterer Juden durch die Forderung eines Mindestvermögens. Im Zuge der Gleichstellung der Juden in Hessen fielen diese Beschränkungen ab 1823 weg, auch besserte sich das Verhältnis zwischen den Konfessionen. 

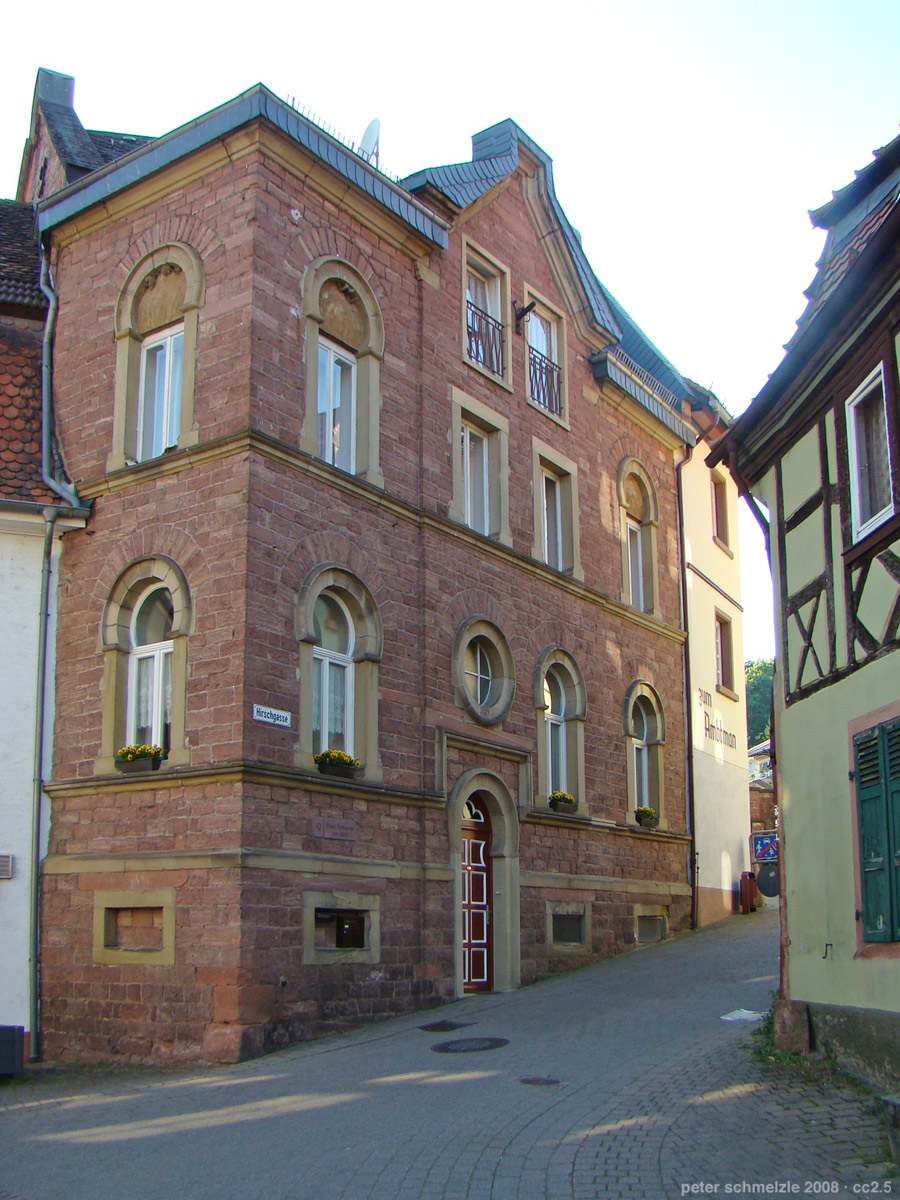
Ehemalige Synagoge in der Hirschgasse

In den ersten Jahren des 19. Jahrhunderts wurde eine erste Synagoge an der Hirschgasse in Neckarsteinach errichtet. Seit dem 17. Jahrhundert beerdigten die Neckarsteinacher Juden ihre Toten auf dem jüdischen Friedhof in Hirschhorn. 1842 wurde am Stadtgarten von Neckarsteinach ein rituelles Bad eingerichtet, das vom Wasser des Stadtbrunnens gespeist wurde. Nachdem die alte Synagoge baufällig geworden war und außerdem eine Engstelle in der Hirschgasse gebildet und den Warenverkehr der Flößer zum Neckar behindert hatte, wurde sie 1886 abgerissen. An ihrer Stelle entstand bis 1889 eine neue Synagoge mit Lehrerwohnung, die um einen Meter zurückversetzt größtenteils auf den Grundmauern des Vorgängerbauwerks errichtet wurde. Von den Baukosten in Höhe von 9500 RM hat die politische Gemeinde 1000 RM übernommen.
Im Zuge der Ab- und Auswanderung war die Gemeindegröße seit der Mitte des 19. Jahrhunderts rückläufig. 1860 hatte die Gemeinde eine Größe von 60 Personen, um 1900 waren es noch 44 Personen, 1905 nur noch 24. In der Zeit nach dem Ersten Weltkrieg stieg die Gemeindegröße nochmals etwas an, so dass um 1930 rund 30 Juden in Neckarsteinach lebten.

## Nationalsozialistische Verfolgung
In der Zeit des Nationalsozialismus kam es zu den üblichen Schikanen gegen die jüdische Gemeinde. Im Mai 1935 wurden zwei Neckarsteinacher Juden wegen angeblicher sittlicher Beziehung zu ihren christlichen Dienstmädchen gedemütigt und in Schutzhaft genommen. 1936 unternahm die Stadtverwaltung Anstrengungen, jüdische Kinder vom Schulunterricht auszuschließen. Bis 1938 sank die Gemeindegröße durch Auswanderung auf 13 Personen. Während der Novemberpogrome 1938 wurde die Neckarsteinacher Synagoge am Abend des 10. November 1938 von Nationalsozialisten aus Neckarsteinach und Ziegelhausen verwüstet. Die Einrichtung wurde am Neckarufer verbrannt. Die Synagoge entging vermutlich aufgrund ihrer nichtjüdischen Mieter der Lehrerwohnung sowie ihrer Lage in der eng bebauten Altstadt der Brandstiftung. Im Laufe des Jahres 1939 erlosch die jüdische Gemeinde des Ortes, nachdem die letzten Juden weggezogen waren. Den meisten während der NS-Zeit in Neckarsteinach lebenden Juden gelang die Auswanderung ins Ausland. Insgesamt 16 ehemalige Neckarsteinacher Bürger jüdischer Abstammung wurden im Holocaust ermordet oder starben an den unmenschlichen Zuständen in den Konzentrationslagern.
Die Synagoge wurde in den Jahren des Zweiten Weltkriegs zur Unterbringung von polnischen Kriegsgefangenen und deren Wachmannschaft genutzt. Im Jahr 1950 erwarben die einstigen Mieter der Lehrerwohnung das Gebäude und bauten es danach zu einem Wohnhaus mit Schuhmacherwerkstatt um.